# Sesta Strada
La Sesta Strada (in inglese Sixth Avenue) o Avenue of the Americas (Viale delle Americhe) è un'importante arteria viaria in direzione nord-sud del borough newyorkese di Manhattan.
Nasce quattro isolati sotto Canal Street, in Franklin Street nel quartiere di TriBeCa, come continuazione della Church Street in direzione "Uptown" che si divide in Sesta Strada verso sinistra e continuazione locale di Church Street verso destra. Da qui continua verso nord attraversando SoHo e Greenwich Village, divide indicativamente il Chelsea dal Flatiron District e NoMad, attraversa il Garment District e corre lungo il confine del Theatre District in Midtown Manhattan. Termina in Midtown a Central Park South, vicino all'ingresso degli Artists' Gate a Central Park.
Deve il suo nome alternativo al sindaco Fiorello La Guardia, che la nominò ufficialmente Avenue of the Americas nel 1945.
Per evitare confusione, comunque, attualmente la terminologia Sixth Avenue è segnalata in accoppiamento al nome assegnatole.